# Raúl Banfi
Raúl Banfi, auch als Raoul Banfi geführt, (* 14. November 1914 in Montevideo; † 10. Dezember 1982) war ein uruguayischer Fußballspieler, der als Mittelstürmer spielte.

## Karriere
Raúl Banfi begann seine Karriere 1937 beim argentinischen Verein Racing Club de Avellaneda. Allerdings existieren hier widersprüchliche Angaben, denn andere Quellen wie etwa RSSSF verorten ihn zu Karrierebeginn beim Racing Club aus Montevideo. Dort blieb er, bis er in der Saison 1939/40 zum damaligen Serie-A-Verein FC Modena wechselte. In seiner ersten Saison in Modena stieg der Verein in die Serie B ab, wo Banfi in der folgenden Saison der definitive Durchbruch gelang und in 24 Partien 22 Tore erzielen konnte. Seine Treffsicherheit führte dazu, dass sich Juventus Turin die Dienste des Uruguayers sicherte. In Turin vermochte er sich jedoch nicht durchzusetzen, weshalb er nach nur einer Saison wieder zum FC Modena zurückkehrte. Seine letzten beiden Spielzeiten in Italien absolvierte er in der Serie B 1946/46 für die AC Mantova und 1946/47 für die AC Prato.